# The Correct Use of Soap
| Recensione | Giudizio |
| ---------- | -------- |
| AllMusic   | [ 1 ]    |
| Smash Hits | 5/10     |

The Correct Use of Soap è il terzo album del gruppo post-punk britannico Magazine, pubblicato nel 1980 dalla Virgin Music (Publishers).
Contiene alcune delle loro canzoni più famose e popolari, tra cui i singoli A Song From Under the Floorboards, Sweetheart Contract e la cover di Sly & the Family Stone Thank You (Falettinme Be Mice Elf Agin).

## Tracce
Testi di Devoto, musiche dei Magazine, eccetto ove indicato
Lato 1
1. Because You're Frightened - 3:54
2. Model Worker - 2:51
3. I'm a Party - 3:01
4. You Never Knew Me - 5:23
5. Philadelphia - 3:54

Lato 2
1. I Want to Burn Again - 5:16
2. Thank You (Falettinme Be Mice Elf Agin) - 3:38 (Stewart)
3. Sweetheart Contract - 3:18
4. Stuck - 4:04
5. A Song from Under the Floorboards - 4:07

Tracce bonus rimasterizzazione CD 2007
1. Twenty Years Ago - 3:03
2. The Book - 2:22
3. Upside Down - 3:47
4. The Light Pours Out of Me - Version - 3:28

## Formazione
- Howard Devoto - voce
- John McGeoch - chitarra, cori
- Barry Adamson - basso, cori
- Dave Formula - tastiere
- John Doyle - batteria, percussioni

### Altri musicisti
- Laura Teresa - cori
- Raphael Ravenscroft (non accreditato) - sassofono in I'm a Party

## Classifiche
Album
| Classifica (1980) | Posizione massima |
| ----------------- | ----------------- |
| Regno Unito       | 28                |

Singoli
| Singolo                                 | Classifica (1980)        | Posizione |
| --------------------------------------- | ------------------------ | --------- |
| Sweetheart Contract                     | Regno Unito              | 54        |
| Thank You (Falettinme Be Mice Elf Agin) | Stati Uniti (discoteche) | 42        |